# 1954-es labdarúgó-világbajnokság
Az 1954-es labdarúgó-világbajnokság az 5. labdarúgó-világbajnokság volt, melyet Svájcban rendeztek június 16. és július 4. között. Az aranyérmet a német nemzeti tizenegy nyerte; a magyar aranycsapat ezüstérmes lett.
Világbajnoki címért érkezett, de meg kellett elégednie a második hellyel a korszak kimagaslóan legjobb nemzeti tizenegyének, az aranycsapatnak nevezett magyar válogatottnak. A Rimet-kupát az NSZK hódította el, miután a döntőben Helmut Rahn vezérletével 3:2-re győztek a mieink ellen a berni Wankdorfstadionban.
Az aranycsapat bukását hosszú évtizedekig nem tudta megemészteni a közvélemény: sokan keresték a rejtélyes okot, mellyel megmagyarázható lett volna a korábban elképzelhetetlen vereség, ám mai napig nem derült fény a "titokra": miért szenvedett vereséget a verhetetlennek hitt gárda.

## Rendező
Svájc 1946. július 22-én kapta meg a rendezés jogát, ugyanazon a napon, amikor Brazília az 1950-es világbajnokságét.

## Selejtezők
A rendező Svájc és a címvédő  Uruguay automatikusan résztvevője volt a tornának. A maradék 14 hely 11 európai, 2 amerikai és 1 ázsiai ország számára volt biztosítva.
Skócia, Törökország és Dél-Korea első alkalommal szerepelt a világbajnokságon. (Törökország és Skócia az 1950-es tornára is kijutott, de visszalépett). Ausztria 1934 után ismét kijutott. Törökország 2002-ig, Dél-Korea 1986-ig nem volt résztvevője a világbajnokság mezőnyének.
Az 1950-es torna harmadik, illetve negyedik helyezettje Svédország és Spanyolország kiesett a selejtezőkben. A spanyolok Törökország ellen sorsolással estek ki. 
A rövid ideig fennálló Saar-vidék is részt vett a selejtezőkben.

## Résztvevők
A következő 16 csapat jutott ki a világbajnokságra:
| Európa (12) - Anglia - Ausztria - Belgium - Csehszlovákia - Jugoszlávia - Franciaország | - Magyarország - NSZK - Olaszország - Skócia - Svájc (rendező) - Törökország | Dél-Amerika (2) - Brazília - Uruguay (címvédő) Észak- és Közép-Amerika (1) Mexikó Ázsia (1) - Dél-Korea |

## Helyszínek
A mérkőzéseket hat város (Bázel, Bern, Genf, Lausanne, Lugano, Zürich) hat stadionjában rendezték. A legtöbb találkozót a berni Wankdorfstadionban játszották, szám szerint 6-ot. Bázelben, Zürichben és Lausanneban 5, Genfben 4 és Luganoban 1 mérkőzést rendeztek.
| Bázel                          | Bern                     | Genf                     |
| ------------------------------ | ------------------------ | ------------------------ |
| St. Jakob stadion              | Wankdorfstadion          | Charmilles stadion       |
| Befogadóképesség: 54,800       | Befogadóképesség: 64,600 | Befogadóképesség: 35,997 |
|                                |                          |                          |
| Lausanne                       | Lugano                   | Zürich                   |
| Stade Olympique de la Pontaise | Cornaredo stadion        | Hardturm stadion         |
| Befogadóképesség: 50,300       | Befogadóképesség: 35,800 | Befogadóképesség: 34,800 |
|                                |                          |                          |

## Játékvezetés
A FIFA Játékvezető Bizottságának döntése szerint a torna lebonyolításához szükséges 24 játékvezető közül 22 sportember az európai kontinensről lett kiválasztva. Két játékvezető Esteban Marino és Mário Vianna Dél-Amerikából érkezett. A legtöbb mérkőzést, hármat nem a döntőt vezető William Ling vezette, hanem a Mervyn Griffiths. A legtöbb partbírói tevékenységet, hármat, kilenc játékvezető végzett. Függetlenül attól, hogy ebben az időben a FIFA még nem rendelte el a partbírói keretek megalakítását, több országban már működött ez a rendszer. Kilenc játékvezető közül, 8 svájci, akik a világbajnoki tornán csak partbíróként tevékenykedett. Öt játékvezető 5 mérkőzésen működött közre játékvezetőként vagy partbíróként.

### Játékvezetők
| Európa - Laurent Franken - Zsolt István - Emil Schmetzer - Mervyn Griffiths - Erich Steiner - Raymond Vincentini - Manuel Asensi - Vincenzo Orlandini - Arthur Ellis - William Ling - Charles Faultless - Vasa Stefanović - Raymon Wyssling - José Vieira da Costa - Karl Buchmüller - Josef Gulde - Ernst Dörflinger - Werner Schicker - Albert Von Gunter - René Baumberger - Ernest Schonholzer - Wilhelm Rufli | Dél-Amerika - Mário Vianna - Esteban Marino |

## Lebonyolítási rendszer
A 16 résztvevőt 4 négycsapatos csoportba sorsolták. Minden csoportban két kiemelt és két nem kiemelt csapat volt, és kiemelt csak nem kiemelttel, játszott. A csoportok első két helyezettje jutott be a negyeddöntőbe, pontegyenlőség esetén a második és a harmadik helyezett játszott még egyszer egymás ellen. Ha az első és a második helyezett között alakult ki pontegyenlőség, akkor sorsolással döntötték el a csoportelsőség kérdését. A negyeddöntőtől kezdve egyenes kieséses rendszerben zajlottak a küzdelmek.

## Csoportmérkőzések

### 1. csoport
| Csapat        | Pont | Mérk | Gy | D | V | G+ | G- | +/- |
| ------------- | ---- | ---- | -- | - | - | -- | -- | --- |
| Brazília      | 3    | 2    | 1  | 1 | 0 | 6  | 1  | +5  |
| Jugoszlávia   | 3    | 2    | 1  | 1 | 0 | 2  | 1  | +1  |
| Franciaország | 2    | 2    | 1  | 0 | 1 | 3  | 3  | 0   |
| Mexikó        | 0    | 2    | 0  | 0 | 2 | 2  | 8  | -6  |

(Brazília sorsolással csoportgyőztes)
| 1954, június 16. 18: 00 (CET) |

| Brazília                                        | 5–0               | Mexikó |
| ----------------------------------------------- | ----------------- | ------ |
| Baltazar 23' Didi 29' Pinga 34' 43' Julinho 69' | (4–0) Jegyzőkönyv |        |

| Charmilles stadion, Genf Nézőszám: 13 000 Játékvezető: Raymon Wyssling (svájci) Asszisztensek: Ernest Schonholzer (svájci), José Vieira da Costa (portugál) |

| 1954, június 16. 18: 00 (CET) |

| Franciaország | 0–1               | Jugoszlávia     |
| ------------- | ----------------- | --------------- |
|               | (0–1) Jegyzőkönyv | Milutinović 15' |

| Stade Olympique, Lausanne Nézőszám: 16 000 Játékvezető: Mervyn Griffiths (walesi) Asszisztensek: René Baumberger (svájci), Manuel Asensi (spanyol) |

| 1954, június 19. 17: 00 (CET) |

| Brazília | 1–1               | Jugoszlávia |
| -------- | ----------------- | ----------- |
| Didi 69' | (0–0) Jegyzőkönyv | Zebec 48'   |

| Stade Olympique, Lausanne Nézőszám: 23 000 Játékvezető: Charles Faultless (skót) Asszisztensek: Arthur Ellis (angol), Albert Von Gunter (svájci) |

| 1954, június 19. 17: 10 (CET) |

| Franciaország                                        | 3–2               | Mexikó                    |
| ---------------------------------------------------- | ----------------- | ------------------------- |
| Vincent 19' Cárdenas 46' (öngól) Kopa 88' (11-esből) | (1–0) Jegyzőkönyv | Lamadrid 54' Balcazár 85' |

| Charmilles stadion, Genf Nézőszám: 20 000 Játékvezető: Manuel Asensi (spanyol) Asszisztensek: Laurent Franken (belga), René Baumberger (svájci) |

### 2. csoport
| Csapat       | Pont | Mérk | Gy | D | V | G+ | G- | +/- |
| ------------ | ---- | ---- | -- | - | - | -- | -- | --- |
| Magyarország | 4    | 2    | 2  | 0 | 0 | 17 | 3  | +14 |
| NSZK         | 2    | 2    | 1  | 0 | 1 | 7  | 9  | -2  |
| Törökország  | 2    | 2    | 1  | 0 | 1 | 8  | 4  | +4  |
| Dél-Korea    | 0    | 2    | 0  | 0 | 2 | 0  | 16 | -16 |

| 1954, június 17. 18: 00 (CET) |

| Magyarország                                                             | 9–0               | Dél-Korea |
| ------------------------------------------------------------------------ | ----------------- | --------- |
| Puskás 11' 89' Lantos 17' Kocsis 24' 35' 50' Czibor 58' Palotás 76', 83' | (4–0) Jegyzőkönyv |           |

| Hardturm stadion, Zürich Nézőszám: 18 000 Játékvezető: Raymond Vincentini (francia) Asszisztensek: Albert Von Gunter (svájci), Erich Steiner (osztrák) |

| 1954, június 17. 18: 00 (CET) |

| NSZK                                            | 4–1               | Törökország |
| ----------------------------------------------- | ----------------- | ----------- |
| Schäfer 12' Klodt 51' O. Walter 60' Morlock 84' | (1–1) Jegyzőkönyv | Suat 3'     |

| Wankdorfstadion, Bern Nézőszám: 39 000 Játékvezető: José Vieira da Costa (portugál) Asszisztensek: Zsolt István (magyar), Armand Merlotti (svájci) |

| 1954, június 20. 16: 50 (CET) |

| Magyarország                                                   | 8–3               | NSZK                            |
| -------------------------------------------------------------- | ----------------- | ------------------------------- |
| Kocsis 2' 21' 68' 78' Puskás 17' Hidegkuti 52' 55' Tóth J. 75' | (3–1) Jegyzőkönyv | Pfaff 25' Rahn 78' Herrmann 84' |

| St. Jakob stadion, Bázel Nézőszám: 65 000 Játékvezető: William Ling (angol) Asszisztensek: Werner Schicker (svájci), Mervyn Griffiths (walesi) |

| 1954, június 20. 17: 00 (CET) |

| Törökország                                                    | 7–0               | Dél-Korea |
| -------------------------------------------------------------- | ----------------- | --------- |
| Suat 10' 30' Küçükandonyadis 24' Sargun 37' 64' 70' Keskin 76' | (4–0) Jegyzőkönyv |           |

| Charmilles stadion, Genf Nézőszám: 3 000 Játékvezető: Esteban Marino (uruguayi) Asszisztensek: Vincenzo Orlandini (olasz), Ernest Schonholzer (svájci) |

Mérkőzés a csoport második helyéért
| 1954, június 23. 18: 00 (CET) |

| NSZK                                                           | 7–2               | Törökország            |
| -------------------------------------------------------------- | ----------------- | ---------------------- |
| O. Walter 7' Schäfer 12' 79' Morlock 30' 60' 77' F. Walter 62' | (3–1) Jegyzőkönyv | Mustafa 21' Lefter 82' |

| Hardturm stadion, Zürich Nézőszám: 18 000 Játékvezető: Raymond Vincentini (francia) |

### 3. csoport
| Csapat        | Pont | Mérk | Gy | D | V | G+ | G- | +/- |
| ------------- | ---- | ---- | -- | - | - | -- | -- | --- |
| Uruguay       | 4    | 2    | 2  | 0 | 0 | 9  | 0  | +9  |
| Ausztria      | 4    | 2    | 2  | 0 | 0 | 6  | 0  | +6  |
| Csehszlovákia | 0    | 2    | 0  | 0 | 2 | 0  | 7  | -7  |
| Skócia        | 0    | 2    | 0  | 0 | 2 | 0  | 8  | -8  |

(Uruguay sorsolással csoportgyőztes)
| 1954, június 16. 18: 00 (CET) |

| Ausztria   | 1–0               | Skócia |
| ---------- | ----------------- | ------ |
| Probst 33' | (1–0) Jegyzőkönyv |        |

| Hardturm stadion, Zürich Nézőszám: 25 000 Játékvezető: Laurent Franken (belga) Asszisztensek: Mário Vianna (brazil), Josef Gulde (svájci) |

| 1954, június 16. 18: 00 (CET) |

| Uruguay                   | 2–0               | Csehszlovákia |
| ------------------------- | ----------------- | ------------- |
| Míguez 71' Schiaffino 84' | (0–0) Jegyzőkönyv |               |

| Wankdorfstadion, Bern Nézőszám: 20 000 Játékvezető: Arthur Ellis (angol) Asszisztensek: William Ling (angol), Werner Schicker (svájci) |

| 1954, június 19. 16: 50 (CET) |

| Uruguay                                           | 7–0               | Skócia |
| ------------------------------------------------- | ----------------- | ------ |
| Borges 17' 47' 57' Míguez 30' 83' Abbadie 54' 85' | (2–0) Jegyzőkönyv |        |

| St. Jakob stadion, Bázel Nézőszám: 35 000 Játékvezető: Vincenzo Orlandini (olasz) Asszisztensek: Raymon Wyssling (svájci), Josef Gulde (svájci) |

| 1954, június 19. 17: 00 (CET) |

| Ausztria                           | 5–0               | Csehszlovákia |
| ---------------------------------- | ----------------- | ------------- |
| Stojaspal 3' 65' Probst 4' 21' 24' | (4–0) Jegyzőkönyv |               |

| Hardturm stadion, Zürich Nézőszám: 25 000 Játékvezető: Vasa Stefanović (jugoszláv) Asszisztensek: Ernst Dörflinger (svájci), Josef Gulde (svájci) |

### 4. csoport
| Csapat      | Pont | Mérk | Gy | D | V | G+ | G- | +/- |
| ----------- | ---- | ---- | -- | - | - | -- | -- | --- |
| Anglia      | 3    | 2    | 1  | 1 | 0 | 6  | 4  | +2  |
| Svájc       | 2    | 2    | 1  | 0 | 1 | 2  | 3  | -1  |
| Olaszország | 2    | 2    | 1  | 0 | 1 | 5  | 3  | +2  |
| Belgium     | 1    | 2    | 0  | 1 | 1 | 5  | 8  | -3  |

| 1954, június 17. 17: 50 (CET) |

| Svájc                 | 2–1               | Olaszország   |
| --------------------- | ----------------- | ------------- |
| Ballaman 18' Hügi 78' | (1–1) Jegyzőkönyv | Boniperti 44' |

| Stade Olympique, Lausanne Nézőszám: 42 000 Játékvezető: Mário Vianna (brazil) Asszisztensek: Manuel Asensi (spanyol), Esteban Marino (uruguayi) |

| 1954, június 17. 18: 10 (CET) |

| Anglia                            | 4–4 (h. u.)            | Belgium                                        |
| --------------------------------- | ---------------------- | ---------------------------------------------- |
| Broadis 26' 63' Lofthouse 36' 91' | (2–1, 3–3) Jegyzőkönyv | Anoul 5' 71' Coppens 67' Dickinson 94' (öngól) |

| St. Jakob stadion, Bázel Nézőszám: 15 000 Játékvezető: Emil Schmetzer (NSZK) Asszisztensek: Karl Buchmüller (svájci), Wilhelm Rufli (svájci) |

| 1954, június 20. 17: 00 (CET) |

| Olaszország                                                  | 4–1               | Belgium   |
| ------------------------------------------------------------ | ----------------- | --------- |
| Pandolfini 41' (11-esből) Galli 48' Frignani 58' Lorenzi 78' | (1–0) Jegyzőkönyv | Anoul 81' |

| Cornaredo stadion, Lugano Nézőszám: 25 000 Játékvezető: Erich Steiner (osztrák) Asszisztensek: Raymond Vincentini (francia), Emil Schmetzer (NSZK) |

| 1954, június 20. 17: 10 (CET) |

| Anglia                 | 2–0               | Svájc |
| ---------------------- | ----------------- | ----- |
| Mullen 43' Wilshaw 69' | (1–0) Jegyzőkönyv |       |

| Wankdorfstadion, Bern Nézőszám: 45 000 Játékvezető: Zsolt István (magyar) Asszisztensek: José Vieira da Costa (portugál), Vasa Stefanović (jugoszláv) |

Mérkőzés a csoport második helyéért
| 1954, június 23. 18: 00 (CET) |

| Svájc                                | 4–1               | Olaszország |
| ------------------------------------ | ----------------- | ----------- |
| Hügi 14' 85' Ballaman 48' Fatton 90' | (1–0) Jegyzőkönyv | Nesti 67'   |

| Wankdorfstadion, Bern Nézőszám: 45 000 Játékvezető: Mervyn Griffiths (walesi) Asszisztensek: José Vieira da Costa (portugál), William Ling (angol) |

## Egyenes kieséses szakasz
|  |                             |              |                             |                          |   |              |                        |                          |                          |                          |               |       |       |
|  | Negyeddöntők                | Negyeddöntők | Negyeddöntők                |                          |   | Elődöntők    | Elődöntők              | Elődöntők                |                          |                          | Döntő         | Döntő | Döntő |
|  | Negyeddöntők                | Negyeddöntők | Negyeddöntők                |                          |   | Elődöntők    | Elődöntők              | Elődöntők                |                          |                          | Döntő         | Döntő | Döntő |
|  | 1954. június 26. – Lausanne |              |                             |                          |   |              |                        |                          |                          |                          |               |       |       |
|  |                             |              |                             |                          |   |              |                        |                          |                          |                          |               |       |       |
|  | 4/2.                        | Svájc        | 5                           |                          |   |              |                        |                          |                          |                          |               |       |       |
|  | 4/2.                        | Svájc        | 5                           | 1954. június 30. – Bázel |   |              |                        |                          |                          |                          |               |       |       |
|  | 3/2.                        | Ausztria     | 7                           |                          |   |              |                        |                          |                          |                          |               |       |       |
|  | 3/2.                        | Ausztria     | 7                           |                          |   | Ausztria     | Ausztria               | 1                        |                          |                          |               |       |       |
|  | 1954. június 27. – Genf     |              |                             |                          |   | Ausztria     | Ausztria               | 1                        |                          |                          |               |       |       |
|  |                             |              | NSZK                        | NSZK                     | 6 |              |                        |                          |                          |                          |               |       |       |
|  | 2/2.                        | NSZK         | NSZK                        | NSZK                     | 6 | 2            |                        |                          |                          |                          |               |       |       |
|  | 2/2.                        | NSZK         |                             |                          |   | 2            | 1954. július 4. – Bern |                          |                          |                          |               |       |       |
|  | 1/2.                        | Jugoszlávia  | 0                           |                          |   |              |                        |                          |                          |                          |               |       |       |
|  | 1/2.                        | Jugoszlávia  | 0                           |                          |   | NSZK         | NSZK                   | 3                        |                          |                          |               |       |       |
|  | 1954. június 27. – Bern     |              |                             |                          |   | NSZK         | NSZK                   | 3                        |                          |                          |               |       |       |
|  |                             |              | Magyarország                | Magyarország             | 2 |              |                        |                          |                          |                          |               |       |       |
|  | 2/1.                        | Magyarország | Magyarország                | Magyarország             | 2 | 4            |                        |                          |                          |                          |               |       |       |
|  | 2/1.                        | Magyarország | 1954. június 30. – Lausanne |                          |   | 4            |                        |                          |                          |                          |               |       |       |
|  | 1/1.                        | Brazília     | 2                           |                          |   |              |                        |                          |                          |                          |               |       |       |
|  | 1/1.                        | Brazília     | 2                           |                          |   | Magyarország | Magyarország           | 4                        | Bronzmérkőzés            | Bronzmérkőzés            | Bronzmérkőzés |       |       |
|  | 1954. június 26. – Bázel    |              |                             |                          |   | Magyarország | Magyarország           | 4                        | Bronzmérkőzés            | Bronzmérkőzés            | Bronzmérkőzés |       |       |
|  |                             |              | Uruguay                     | Uruguay                  | 2 |              |                        | 1954. július 3. – Zürich | 1954. július 3. – Zürich | 1954. július 3. – Zürich |               |       |       |
|  | 3/1.                        | Uruguay      | Uruguay                     | Uruguay                  | 2 | 4            |                        | 1954. július 3. – Zürich | 1954. július 3. – Zürich | 1954. július 3. – Zürich |               |       |       |
|  | 3/1.                        | Uruguay      |                             |                          |   |              |                        | Ausztria                 | Ausztria                 | 3                        |               |       |       |
|  | 4/1.                        | Anglia       | 2                           |                          |   |              |                        | Ausztria                 | Ausztria                 | 3                        |               |       |       |
|  | 4/1.                        | Anglia       | 2                           |                          |   | Uruguay      | Uruguay                | 1                        |                          |                          |               |       |       |
|  |                             |              |                             |                          |   | Uruguay      | Uruguay                | 1                        |                          |                          |               |       |       |

### Negyeddöntők
| 1954, június 26. 17: 00 (CET) |

| Svájc                             | 5–7               | Ausztria                                                   |
| --------------------------------- | ----------------- | ---------------------------------------------------------- |
| Ballaman 16' 39' Hügi 17' 19' 60' | (4–5) Jegyzőkönyv | Wagner 25' 27' 53' R. Körner 26' 34' Ocwirk 32' Probst 76' |

| Stade Olympique, Lausanne Nézőszám: 32 000 Játékvezető: Charles Faultless (skót) Asszisztensek: Manuel Asensi (spanyol), Emil Schmetzer (NSZK) |

| 1954, június 26. 17: 00 (CET) |

| Uruguay                                         | 4–2               | Anglia                   |
| ----------------------------------------------- | ----------------- | ------------------------ |
| Borges 5' Varela 39' Schiaffino 46' Ambrois 78' | (2–1) Jegyzőkönyv | Lofthouse 16' Finney 67' |

| St. Jakob stadion, Bázel Nézőszám: 28 000 Játékvezető: Erich Steiner (osztrák) Asszisztensek: Vasa Stefanović (jugoszláv), Vincenzo Orlandini (olasz) |

| 1954, június 27. 17: 00 (CET) |

| Magyarország                                     | 4–2               | Brazília                             |
| ------------------------------------------------ | ----------------- | ------------------------------------ |
| Hidegkuti 4' Kocsis 7' 88' Lantos 60' (11-esből) | (2–1) Jegyzőkönyv | D. Santos 18' (11-esből) Julinho 65' |

| Wankdorfstadion, Bern Nézőszám: 60 000 Játékvezető: Arthur Ellis (angol) Asszisztensek: William Ling (angol), Raymon Wyssling (svájci) |

| 1954, június 27. 17: 00 (CET) |

| NSZK                        | 2–0               | Jugoszlávia |
| --------------------------- | ----------------- | ----------- |
| Horvat 10' (öngól) Rahn 85' | (1–0) Jegyzőkönyv |             |

| Charmilles stadion, Genf Nézőszám: 18 000 Játékvezető: Zsolt István (magyar) Asszisztensek: Laurent Franken (belga), Karl Buchmüller (svájci) |

### Elődöntők
| 1954, június 30. 18: 00 (CET) |

| Magyarország                              | 4–2 (h. u.)                 | Uruguay         |
| ----------------------------------------- | --------------------------- | --------------- |
| Czibor 12' Hidegkuti 47' Kocsis 109' 116' | (1–0, 2–2, 2–2) Jegyzőkönyv | Hohberg 76' 86' |

| Stade Olympique, Lausanne Nézőszám: 50 000 Játékvezető: Mervyn Griffiths (walesi) Asszisztensek: Charles Faultless (skót), Raymond Vincentini (francia) |

| 1954, június 30. 18: 00 (CET) |

| Ausztria   | 1–6               | NSZK                                                                               |
| ---------- | ----------------- | ---------------------------------------------------------------------------------- |
| Probst 51' | (0–1) Jegyzőkönyv | Schäfer 31' Morlock 47' F. Walter 54' (11-esből), 64' (11-esből) O. Walter 61' 89' |

| St. Jakob stadion, Bázel Nézőszám: 58 000 Játékvezető: Vincenzo Orlandini (olasz) Asszisztensek: Arthur Ellis (angol), Karl Buchmüller (svájci) |

### Harmadik helyért
| 1954, július 3. 17: 00 (CET) |

| Ausztria                                             | 3–1               | Uruguay     |
| ---------------------------------------------------- | ----------------- | ----------- |
| Stojaspal 16' (11-esből) Cruz 59' (öngól) Ocwirk 79' | (1–1) Jegyzőkönyv | Hohberg 22' |

| Hardturm stadion, Zürich Nézőszám: 32 000 Játékvezető: Raymon Wyssling (svájci) Asszisztensek: Zsolt István (magyar), Arthur Ellis (angol) |

### Döntő
| 1954. július 4. 17: 00 (CET) |

| NSZK                     | 3–2               | Magyarország        |
| ------------------------ | ----------------- | ------------------- |
| Morlock 10' Rahn 18' 84' | (2–2) Jegyzőkönyv | Puskás 6' Czibor 8' |

| Wankdorfstadion, Bern Nézőszám: 64 000 Játékvezető: William Ling ((angol)) Asszisztensek: Vincenzo Orlandini (olasz), Mervyn Griffiths (walesi) |

## Díjak
| Az 1954-es labdarúgó-világbajnokság győztese |
| -------------------------------------------- |
| · NSZK · 1. cím                              |

## Góllövőlista
11 góllal Kocsis Sándor lett a világbajnokság gólkirálya. Összesen 140 gól született 63 különböző játékos által, öngólt pedig négyen szereztek.
11 gólos
- Kocsis Sándor

6 gólos
- Erich Probst
- Max Morlock
- Josef Hügi

4 gólos
| - Helmut Rahn - Hans Schäfer - Ottmar Walter | - Hidegkuti Nándor - Puskás Ferenc - Robert Ballaman | - Carlos Borges |

3 gólos
| - Ernst Stojaspal - Theodor Wagner - Léopold Anoul - Nat Lofthouse | - Fritz Walter - Czibor Zoltán - Burhan Sargun | - Suat Mamat - Juan Hohberg - Óscar Míguez |

2 gólos
| - Robert Körner - Ernst Ocwirk - Didi - Julinho | - Pinga - Ivor Broadis - Lantos Mihály - Palotás Péter | - Lefter Küçükandonyadis - Julio Abbadie - Juan Alberto Schiaffino |

1 gólos
| - Henri Coppens - Baltazar - Djalma Santos - Tom Finney - Jimmy Mullen - Dennis Wilshaw - Raymond Kopa - Jean Vincent - Tóth József - Giampiero Boniperti | - Amleto Frignani - Carlo Galli - Benito Lorenzi - Fulvio Nesti - Egisto Pandolfini - Tomás Balcázar - José Luis Lamadrid - Jacques Fatton | - Mustafa Ertan - Erol Keskin - Javier Ambrois - Obdulio Varela - Richard Herrmann - Bernhard Klodt - Alfred Pfaff - Miloš Milutinović - Branko Zebec |

Öngól
- Jimmy Dickinson (Belgium ellen)
- Raúl Cárdenas (Franciaország ellen)
- Luis Cruz (Ausztria ellen)
- Ivica Horvat (Az NSZK ellen)

## Végeredmény
Az első négy helyezett utáni sorrend nem tekinthető hivatalosnak, mivel ezekért a helyekért nem játszottak mérkőzéseket. Ezért e helyezések meghatározása a következők szerint történt:
1. több szerzett pont,
2. jobb gólkülönbség,
3. több szerzett gól,
4. nemzetnév.

A hazai csapat eltérő háttérszínnel kiemelve.

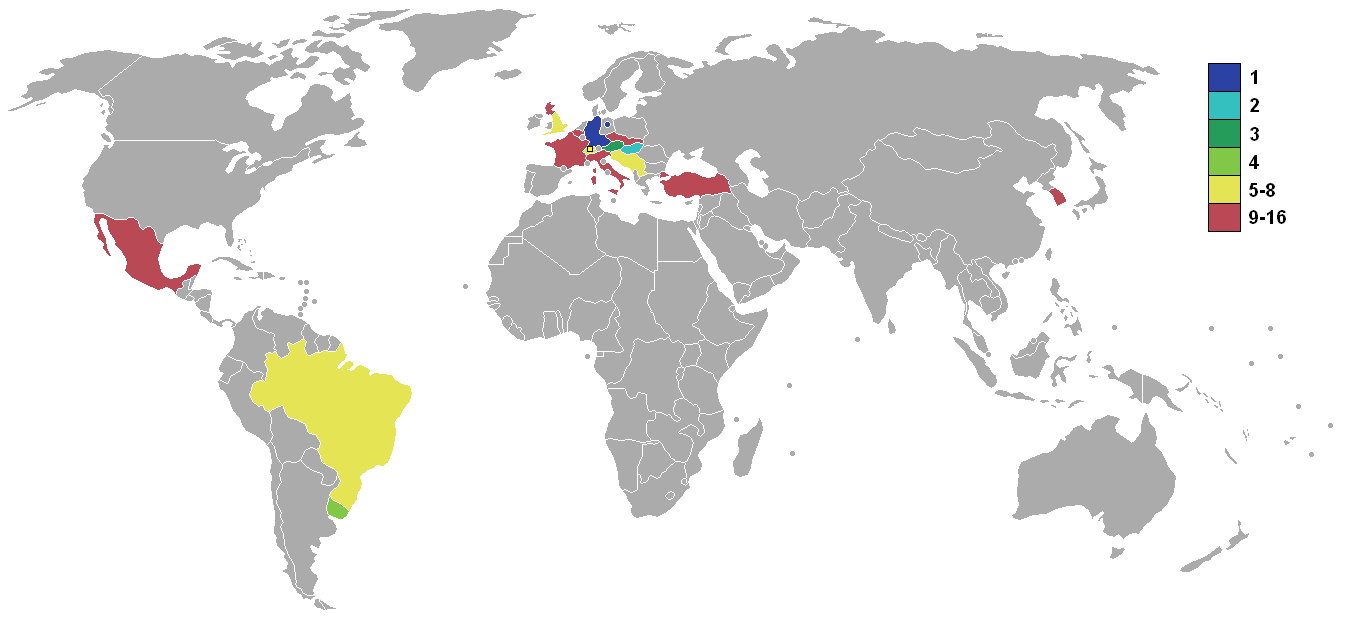
Az 1954-es labdarúgó-világbajnokságon részt vevő országok helyezései

| Helyezés                   | Nemzet        | M | Gy | D | V | G+ | G– | Gk  | P  |
| -------------------------- | ------------- | - | -- | - | - | -- | -- | --- | -- |
| Arany                      | NSZK          | 6 | 5  | 0 | 1 | 25 | 14 | +11 | 10 |
| Ezüst                      | Magyarország  | 5 | 4  | 0 | 1 | 27 | 10 | +17 | 8  |
| Bronz                      | Ausztria      | 5 | 4  | 0 | 1 | 17 | 12 | +5  | 8  |
| 4.                         | Uruguay       | 5 | 3  | 0 | 2 | 16 | 9  | +7  | 6  |
| A negyeddöntőkben estek ki |               |   |    |   |   |    |    |     |    |
| 5.                         | Svájc         | 4 | 2  | 0 | 2 | 11 | 11 | 0   | 4  |
| 6.                         | Brazília      | 3 | 1  | 1 | 1 | 8  | 5  | +3  | 3  |
| 7.                         | Anglia        | 3 | 1  | 1 | 1 | 8  | 8  | 0   | 3  |
| 8.                         | Jugoszlávia   | 3 | 1  | 1 | 1 | 2  | 3  | –1  | 3  |
| A csoportkörben estek ki   |               |   |    |   |   |    |    |     |    |
| 9.                         | Törökország   | 3 | 1  | 0 | 2 | 10 | 11 | -1  | 2  |
| 10.                        | Olaszország   | 3 | 1  | 0 | 2 | 6  | 7  | -1  | 2  |
| 11.                        | Franciaország | 2 | 1  | 0 | 1 | 3  | 3  | 0   | 2  |
| 12.                        | Belgium       | 2 | 0  | 1 | 1 | 5  | 8  | –3  | 1  |
| 13.                        | Mexikó        | 2 | 0  | 0 | 2 | 2  | 8  | –6  | 0  |
| 14.                        | Csehszlovákia | 2 | 0  | 0 | 2 | 0  | 7  | –7  | 0  |
| 15.                        | Skócia        | 2 | 0  | 0 | 2 | 0  | 8  | –8  | 0  |
| 16.                        | Dél-Korea     | 2 | 0  | 0 | 2 | 0  | 16 | –16 | 0  |